# T·C·W·布莱宁
蒂莫西·C·W·布莱宁（英語：Timothy Charles William Blanning，1942年4月21日—）是一位英国历史学家，1992至2009年任剑桥大学教授，专攻现代欧洲史，主要作品有《追逐荣耀：1648-1815》（The Pursuit of Glory: Europe 1648-1815）、《弗里德里希大王：开明专制君主与普鲁士强国之路》（Frederick the Great: King of Prussia）等。